# 藤井寺市立図書館
藤井寺市立図書館（ふじいでらしりつとしょかん）は、藤井寺市が設置する公共図書館。

## 開館時間

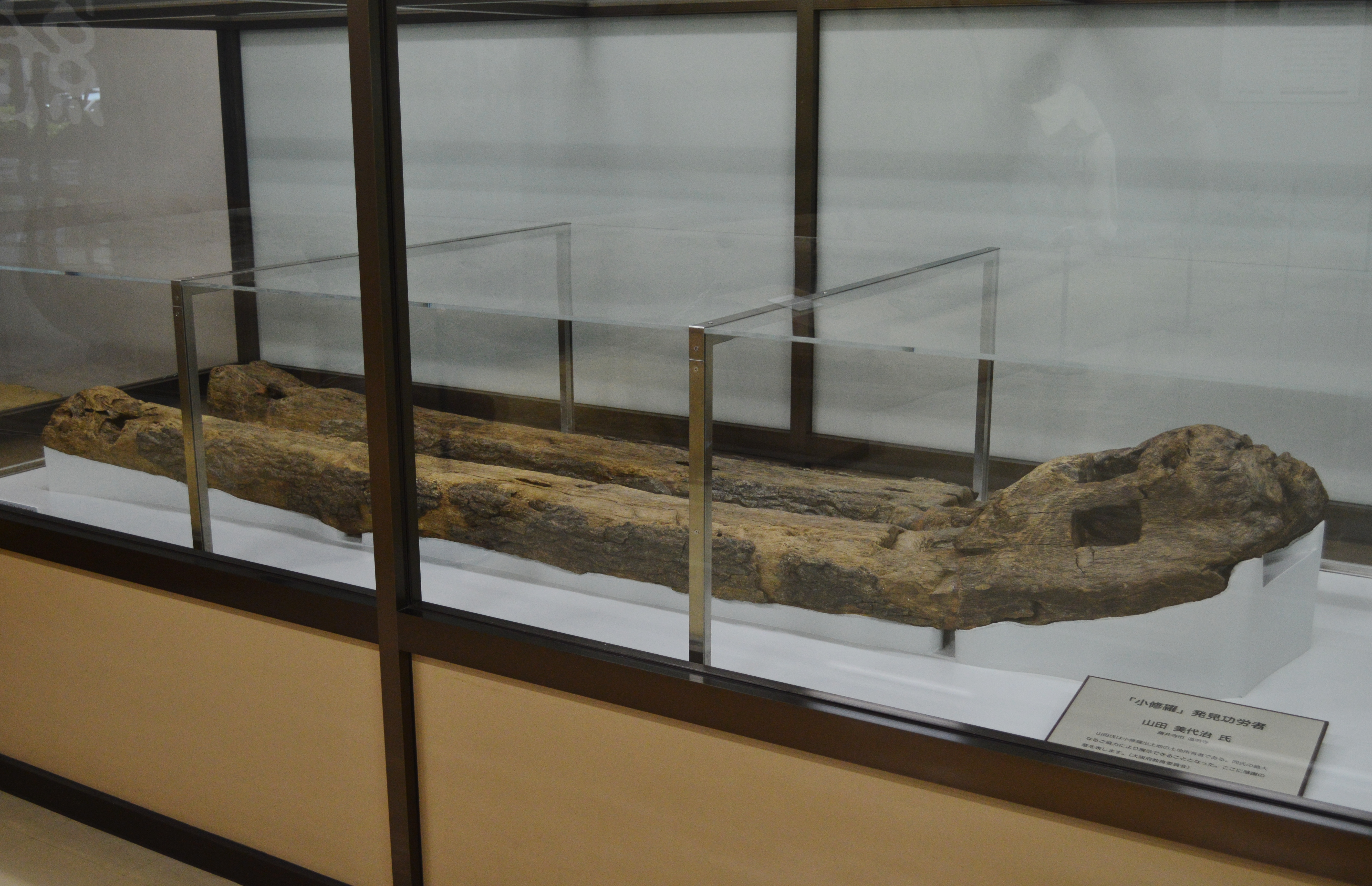
三ツ塚古墳出土 修羅
（国の重要文化財）藤井寺市立図書館1階展示。

- 火～日曜日 9:45～17:15

## 休館日
- 月曜日（祝日及び国民の休日の場合は翌日も休館）
- 館内整理日（毎月末日。ただし、7月・8月以外の月にあっては、その日が月曜日または日曜日にあたるときは、その前週の金曜日）
- 年末年始（12月30日～1月5日）
- 特別整理期間（年間10日以内）

## 交通
- 最寄り駅
  - 近鉄南大阪線藤井寺駅
  - 近鉄南大阪線土師ノ里駅

## 分室等
- アイセルシュラホール（生涯学習センター）図書コーナー
- 市民総合会館分館支所図書コーナー
- 市役所1階情報交流ひろば「ふらっと」 - 月2回、予約資料の貸出・返却・新規利用登録等を行っている。
- 川北会館 - 月2回、予約資料の貸出・返却・新規利用登録等を行っている。

このほか、イオン藤井寺ショッピングセンター1階専門店南エスカレーター横に図書返却ポストが設置されている。